# Külf (Solingen)
Külf ist eine Hofschaft in der bergischen Großstadt Solingen.

## Lage und Beschreibung
Külf liegt im Süden des Solinger Stadtteils Gräfrath unmittelbar an der Grenze zu Solingen-Mitte. Der Ort befindet sich in den zur Wupper abfallenden Gebieten östlich der Lützowstraße. Die zu dem Ort gehörenden Gebäude befinden sich an einem Talhang sowie am Ufer des Külfer Bachs, sie sind über die Straße Külf von der Hofschaft Busch aus zu erreichen. Bei dem Haupthaus im Zentrum der Hofschaft handelt es sich um ein denkmalgeschütztes Fachwerkhaus. Im Süden des Ortes befindet sich die Freizeitanlage sowie das Entsorgungszentrum Bärenloch.
Benachbarte Orte sind bzw. waren (von Nord nach West): Ketzberg, Schafenhaus, Altenfeld, Fleußmühle, Schrodtberg, Stöcken, Stöckerberg, Bimerich, III. Stockdum, Busch und Rathland.

## Etymologie
Die Herkunft des Ortsnamens ist nicht abschließend geklärt. Laut Brangs handelt es sich um eine Verkleinerungsform des Wortes Kohlfurth. Nach anderen Quellen bedeuten die Worte Kolf, Kolve oder Külf Wasserloch, die Hofschaft Külf liegt am Ufer eines Bachs.

## Geschichte
Külf wurde erstmals 1672 in einem Dokument urkundlich erwähnt, als von einem Heinrich Moum mit Wohnort in der Külf die Rede ist. In dem Kartenwerk Topographia Ducatus Montani, Blatt Amt Solingen, von Erich Philipp Ploennies, aus dem Jahre 1715 ist der Ort mit einer Hofstelle verzeichnet und als Kölf benannt. Der Ort gehörte zur Honschaft Ketzberg innerhalb des Amtes Solingen. Die Topographische Aufnahme der Rheinlande von 1824 verzeichnet den Ort als in der Költ und die Preußische Uraufnahme von 1844 als Külf. In der Topographischen Karte des Regierungsbezirks Düsseldorf von 1871 ist die Hofschaft als Külf verzeichnet.
Nach Gründung der Mairien und späteren Bürgermeistereien Anfang des 19. Jahrhunderts gehörte Külf zur Bürgermeisterei Gräfrath. 1815/16 lebten 52 Einwohner im Ort, 1830 im als Etablissement bezeichneten Ort 62 Menschen. 1832 war Külf weiterhin Teil der Honschaft (Ketz-)Berg innerhalb der Bürgermeisterei Gräfrath.  Der nach der Statistik und Topographie des Regierungsbezirks Düsseldorf als Hofstadt kategorisierte Ort besaß zu dieser Zeit acht Wohnhäuser, sieben Fabriken bzw. Mühlen und acht landwirtschaftliche Gebäude. Zu dieser Zeit lebten 71 Einwohner im Ort, davon vier katholischen und 67 evangelischen Bekenntnisses. Die Gemeinde- und Gutbezirksstatistik der Rheinprovinz führt den Ort 1871 mit 14 Wohnhäusern und 82 Einwohnern auf. Im Gemeindelexikon für die Provinz Rheinland werden 1885 14 Wohnhäuser mit 75 Einwohnern angegeben. 1895 besaß der Ortsteil 13 Wohnhäuser mit 82 Einwohnern, 1905 werden elf Wohnhäuser und 64 Einwohner angegeben.
Mit der Städtevereinigung zu Groß-Solingen im Jahre 1929 wurde Külf ein Ortsteil Solingens. Seit 1984 steht in Külf das historische Fachwerkensemble der Hausnummern 21, 23, 25 unter Denkmalschutz.

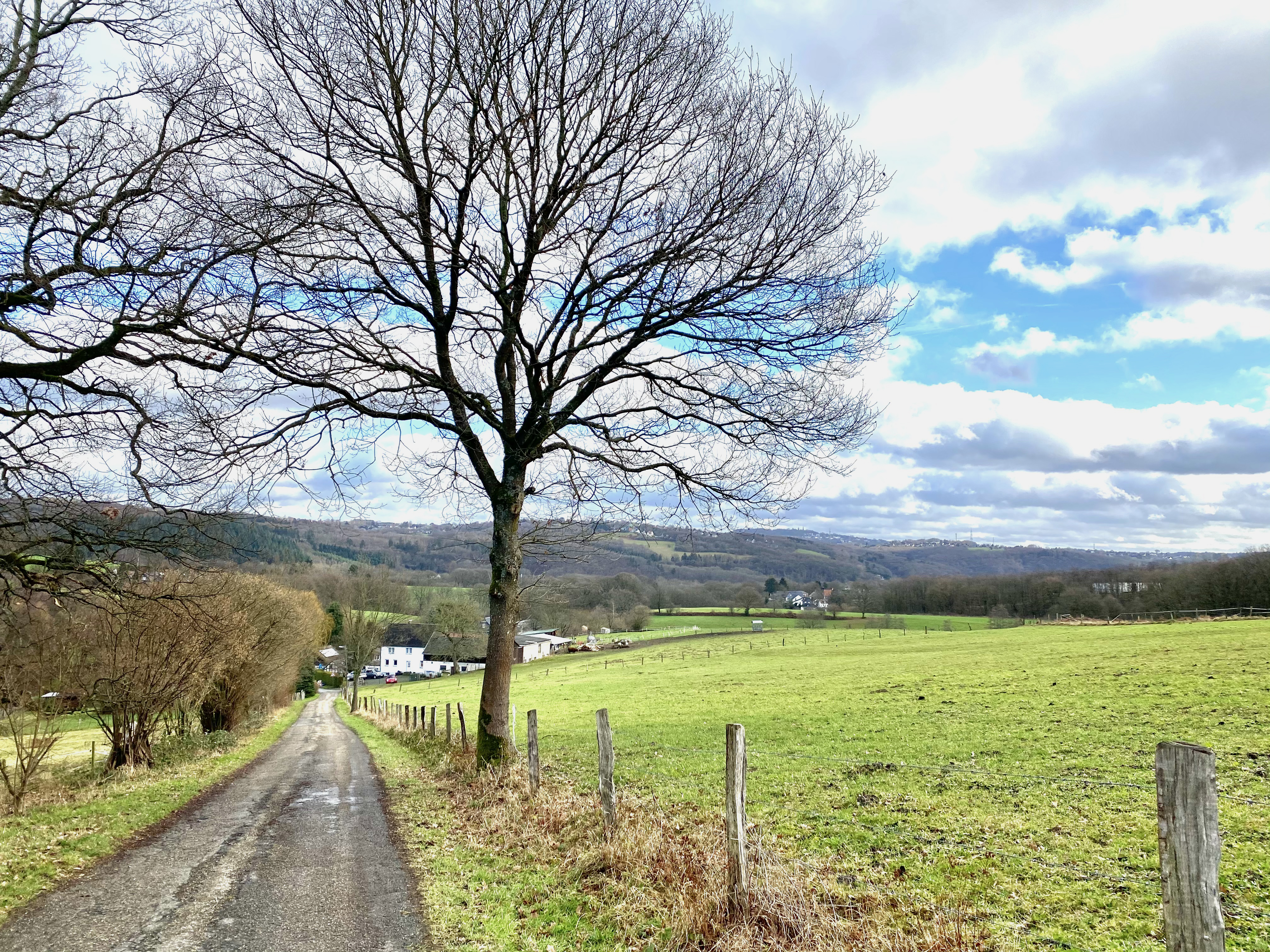
Hofschaft Külf – Ansicht aus Westen
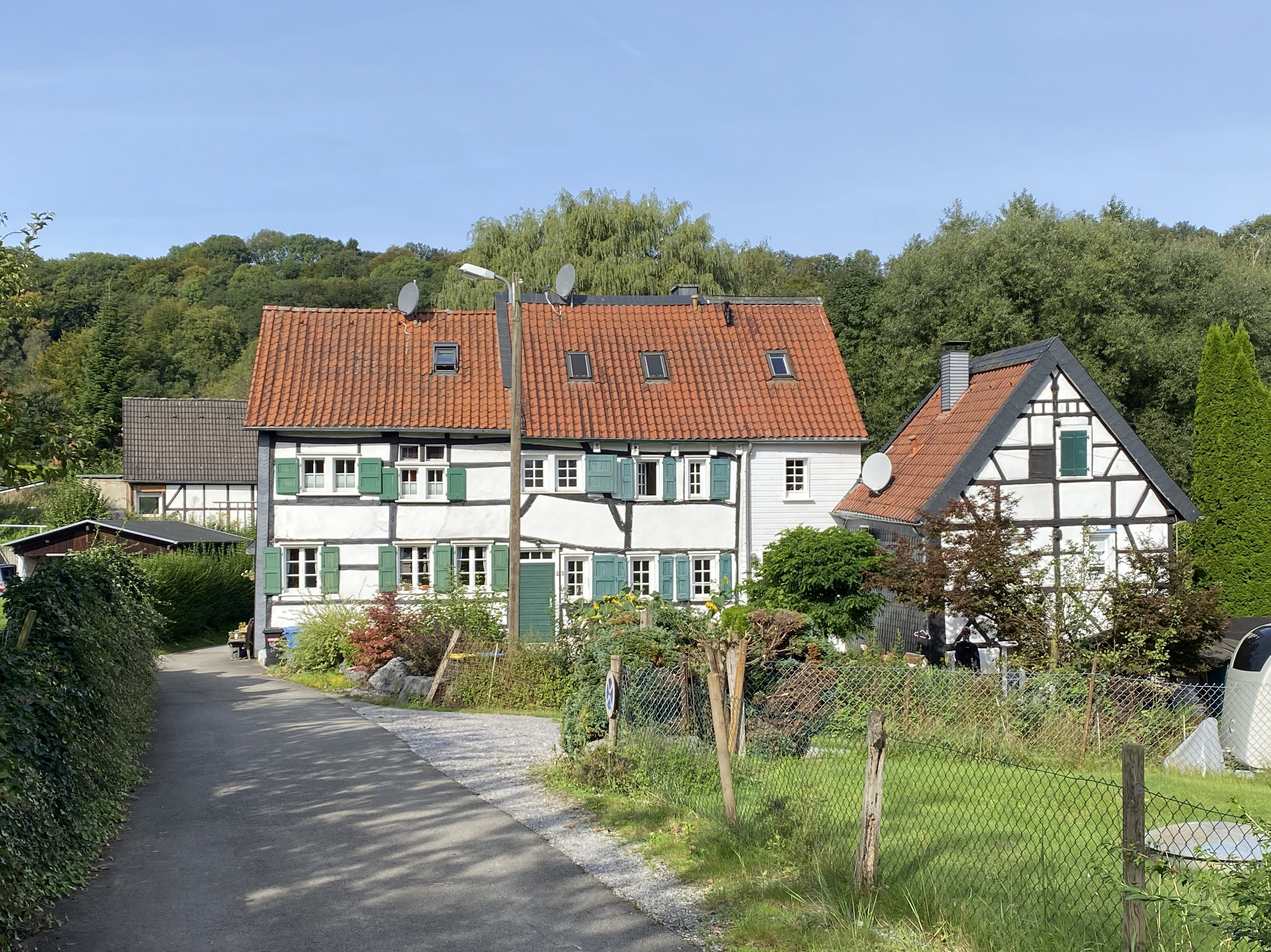
Haupthofschaftshaus Külf
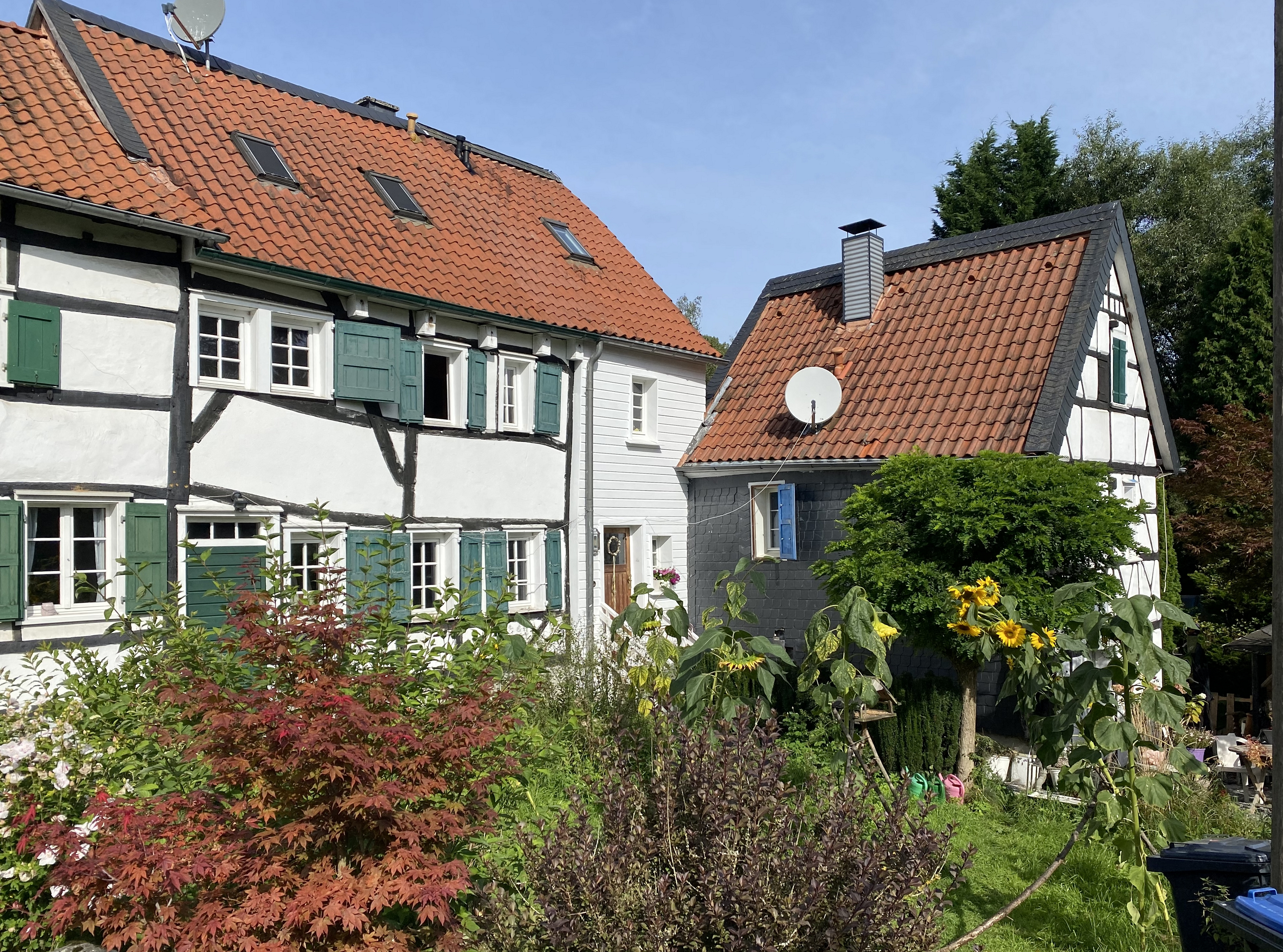
Haupthofschaftshaus Külf
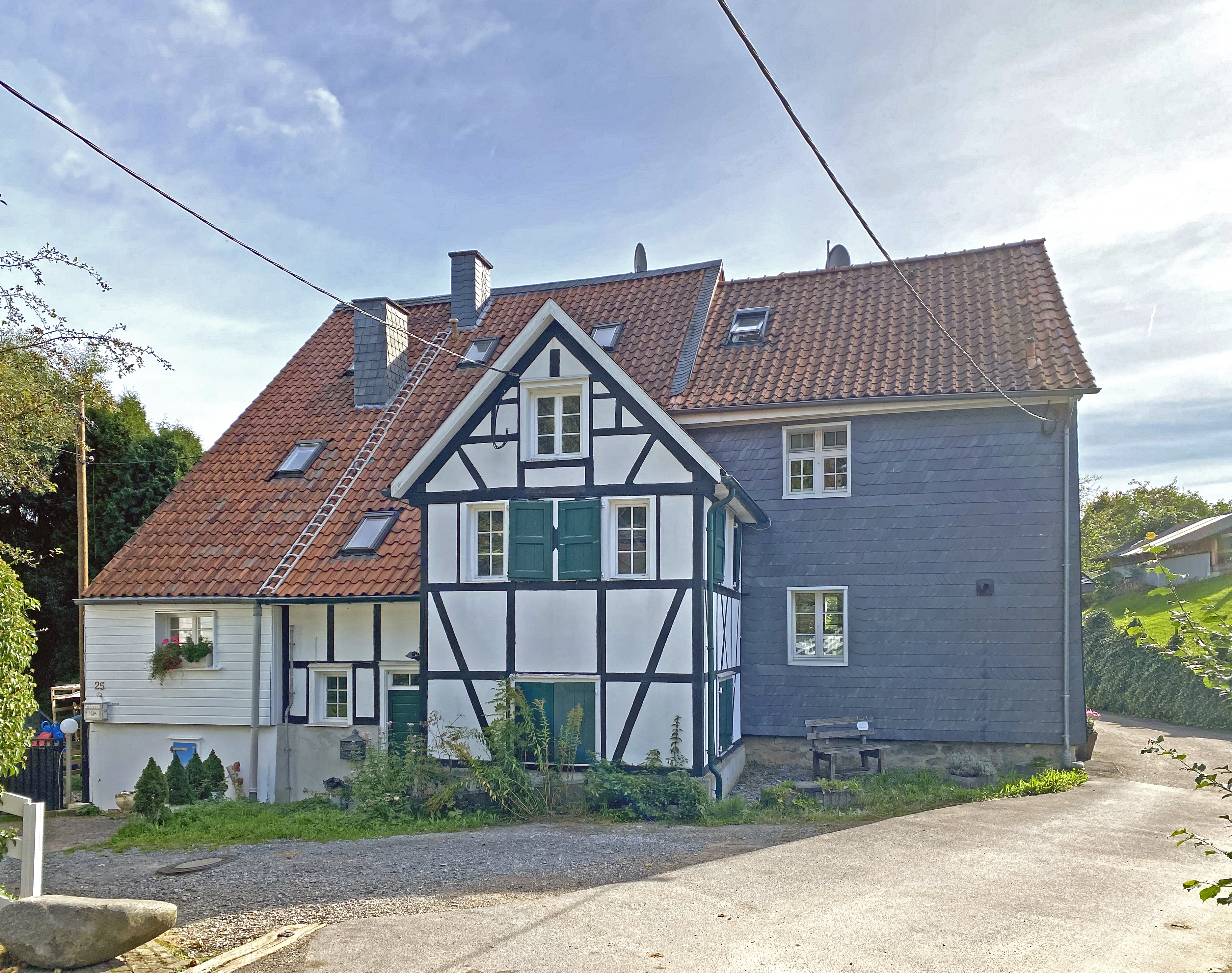
Haupthofschaftshaus (Westseite)